# Jean Boudet
Jean Boudet, född den 9 februari 1769 i Bordeaux, död den 14 september 1809 i Budwitz, var en fransk greve och general. 
Boudet ingick under franska revolutionen som löjtnant i nationalgardet och skickades 1794 med en expedition till Västindien, där han vid återerövringen av Guadeloupe (samma år) utvecklade så mycken tapperhet och skicklighet, att direktoriet 1796 utnämnde honom till divisionsgeneral. Sedan stred han med utmärkelse i Holland under Brune, i Italien under Berthier och på San Domingo under Leclerc. Han deltog som divisionschef i Napoleons fälttåg i Italien 1800, i Österrike 1805, i Tyskland 1806–07, då han besatte Stralsund, och i Österrike 1809, under vilket senare krig han särskilt utmärkte sig i slagen vid Aspern och Wagram.